# 獨領風騷THE ONE
《獨領風騷THE ONE》，是李崇萍的漫画，漫画讲述藤樂樂不願做模特兒，直到某日她在雜誌上看見一位男模，才知道模特兒並不是隨便擺姿势就能活，所以激發她想成為模特兒的想法……。由東立出版社發行。